# Belenois consanguis
Belenois consanguis är en fjärilsart som beskrevs av Butler 1883. Belenois consanguis ingår i släktet Belenois och familjen vitfjärilar. Inga underarter finns listade i Catalogue of Life.